# Vía Colectora Jipijapa-Puerto Cayo
La Vía Colectora Jipijapa-Puerto Cayo (E483) es una vía secundaria  ubicada en la Provincia de Manabí. Esta colectora, de trazado oeste-este, nace en la Troncal del Pacífico (E15) en la localidad costera de Puerto Cayo.  Desde Puerto Cayo, la colectora se dirige al este hasta terminar su recorrido en la Vía Colectora Montecristi-Nobol (E482) en la localidad de Jipijapa.

## Localidades destacables
De oeste a este:
- Puerto Cayo, Manabí
- Jipijapa, Manabí

- Datos: Q2543261